# Liu Yuxiang
Liu Yuxiang (n. 11 octombrie 1975, Hengyang⁠(d), Republica Populară Chineză) este o sportivă ce a reprezentat Republica Populară Chineză, medaliată olimpică. A participat la 2 ediții ale Jocurilor Olimpice (2000, 2004) în care a câștigat o medalie de bronz.